# El lunático y Prometeo
El Lunático y Prometeo es una novela escrita por Paul Kropp en el año 1997, en la cual hace un enlace con uno de sus libros anteriormente escrito llamado El lunático y su hermana Libertad. Paul Kroop ha enfocado su contenido sólo hacia los jóvenes.

## Argumento
Ian McNaughton es un niño de 14 años que cursa la secundaria. A pesar de ser un joven muy inteligente tiene un aspecto peculiar, ya que tiene orejas grandes, cachetes grandes y pecas por toda la cara que no le permiten socializar con sus compañeros de escuela, en especial con un chico llamado Ryan, con el cual seguido tiene problemas. Debido a este inconveniente, la Vicerrectora Greer le propone un trato especial, si es capaz de aprender a ser más social y ayudar a un chico de primaria siendo su tutor de lectura ella le dará la oportunidad de continuar en la secundaria, de lo contrario, será transferido a Markdale; una escuela para niños problemáticos. Ian conoce a Prometeo John Gibbs, el chico al que ayudará en lectura y a pesar de ser un chico hábil y de color negro, Ian descubre que es un chico amigable. 
Ian tiene la idea que es un extraterrestre que vino a la Tierra para cumplir una misión con los terrícolas, por lo que le han apodado Lunático. El Lunático y Prometeo cumplen su deber con las tutorías de Lectura y Redacción, sin embargo, conforme van pasando los días se vuelven amigos inseparables que se ayudan uno a otro, es decir, el Lunático le enseña a leer y escribir mejor a Prometeo y por su lado Prometeo le ayuda a Ian a ser mejor jugador de baloncesto, a sonreír y sobre todo a ser una mejor persona.     
Durante la historia enfrentan algunos problemas, no obstante, con la gran amistad que tienen juntos encuentran la forma de resolverlos.

## Personajes
Ian: principal de la historia, desadaptado, antisocial, extraño, tutor de Prometeo,inteligente
Prometeo: niño de primaria que no sabía leer muy bien hasta la llegada del lunático, negro, grande, simpático, le enseña a Ian a jugar baloncesto y a ser mejor persona. Su hermano se llama Amos.
Liber: hermana de Ian, no se llevan muy bien pero ella al final de la historia se va a vivir con su mamá.
Rick: Padre de Ian y Liber, es un poco extraño, dueño de una librería, le gusta hacer ejercicios de respiración.
Noble: Profesora de Prometeo, no le gusta el modo de enseñar del lunático y por eso se las arregla para que no sigan con la tutoría pero no lo logra y al final los deja igual.
Chico Zeta: enemigo de Prometeo, vive en su mismo barrio, es un chico que molesta siempre en varias partes de la